# Rychlobruslení na Zimních olympijských hrách 2022 – stíhací závod družstev ženy
Stíhací závod družstev žen na Zimních olympijských hrách 2022 se konal v hale National Speed Skating Oval v Pekingu ve dnech 12. a 15. února 2022. První den byly na programu čtvrtfinálové rozjížďky, druhý den semifinálové a finálové jízdy.
Závod vyhrály v olympijském rekordu a rekordu dráhy Kanaďanky, druhé skončily reprezentantky Japonska a třetí nizozemské družstvo. Češky v závodě nestartovaly.

## Rekordy
Před závodem měly rekordy následující hodnoty:
| Světový rekord    | Japonsko Ajano Satóová Miho Takagiová Nana Takagiová              | 2:50,76 | Utah Olympic Oval, Salt Lake City | 14. února 2020 |
| Olympijský rekord | Japonsko Miho Takagiová Ajano Satóová Nana Takagiová              | 2:53,89 | Gangneung Oval, Pchjongčchang     | 21. února 2018 |
| Rekord dráhy      | Nizozemsko Isabel Greveltová Leonie Batsová Sophie Kraaijeveldová | 3:15,64 |                                   | 9. října 2021  |

## Výsledky

### Čtvrtfinále
První čtyři týmy postoupily do dvou semifinálových jízd, ostatní týmy do finálových jízd o páté až osmé místo.
| Pořadí | Jízda | Země          | Jméno                                                              | Čas          | Ztráta | Postup       |
| ------ | ----- | ------------- | ------------------------------------------------------------------ | ------------ | ------ | ------------ |
| 1.     | 1     | Japonsko      | Ajano Satóová Miho Takagiová Nana Takagiová                        | 2:53,61 (OR) | +0,00  | Semifinále 1 |
| 2.     | 3     | Kanada        | Ivanie Blondinová Valérie Maltaisová Isabelle Weidemannová         | 2:53,97      | +0,36  | Semifinále 2 |
| 3.     | 2     | Nizozemsko    | Antoinette de Jongová Irene Schoutenová Ireen Wüstová              | 2:57,26      | +3,65  | Semifinále 2 |
| 4.     | 4     | Sportovci ROV | Jelizaveta Golubevová Jevgenija Lalenkovová Natalja Voroninová     | 2:57,66      | +4,05  | Semifinále 1 |
| 5.     | 1     | Čína          | Ahena Er Adake Chan Mej Li Čchi-š'                                 | 3:00,58      | +6,97  | Finále C     |
| 6.     | 2     | Norsko        | Marit Fjellanger Bøhmová Sofie Karoline Haugenová Ragne Wiklundová | 3:01,84      | +8,23  | Finále C     |
| 7.     | 4     | Polsko        | Karolina Bosieková Natalia Czerwonková Magdalena Czyszczońová      | 3:01,92      | +8,31  | Finále D     |
| 8.     | 3     | Bělorusko     | Jekatěrina Slojevová Jevgenija Vorobjovová Marina Zujevová         | 3:02,00      | +8,39  | Finále D     |

### Semifinále
Vítězné týmy obou jízd postoupily do finále o zlatou medaili, poražená družstva postoupila do finále o bronz.
| Pořadí       | Země          | Jméno                                                          | Čas     | Ztráta | Postup   |
| ------------ | ------------- | -------------------------------------------------------------- | ------- | ------ | -------- |
| Semifinále 1 |               |                                                                |         |        |          |
| 1.           | Japonsko      | Ajano Satóová Miho Takagiová Nana Takagiová                    | 2:58,93 | 0,00   | Finále A |
| 2.           | Sportovci ROV | Jelizaveta Golubevová Jevgenija Lalenkovová Natalja Voroninová | 3:05,92 | +6,99  | Finále B |
| Semifinále 2 |               |                                                                |         |        |          |
| 1.           | Kanada        | Ivanie Blondinová Valérie Maltaisová Isabelle Weidemannová     | 2:54,96 | 0,00   | Finále A |
| 2.           | Nizozemsko    | Antoinette de Jongová Irene Schoutenová Ireen Wüstová          | 2:55,94 | +0,98  | Finále B |

### Finále
| Pořadí           | Země          | Jméno                                                              | Čas          | Ztráta |
| ---------------- | ------------- | ------------------------------------------------------------------ | ------------ | ------ |
| Finále A         |               |                                                                    |              |        |
| Zlatá medaile    | Kanada        | Ivanie Blondinová Valérie Maltaisová Isabelle Weidemannová         | 2:53,44 (OR) | 0,00   |
| Stříbrná medaile | Japonsko      | Ajano Satóová Miho Takagiová Nana Takagiová                        | 3:04,47      | +11,03 |
| Finále B         |               |                                                                    |              |        |
| Bronzová medaile | Nizozemsko    | Marijke Groenewoudová Irene Schoutenová Ireen Wüstová              | 2:56,86      | 0,00   |
| 4.               | Sportovci ROV | Jelizaveta Golubevová Jevgenija Lalenkovová Natalja Voroninová     | 2:58,66      | +1,80  |
| Finále C         |               |                                                                    |              |        |
| 5.               | Čína          | Ahena Er Adake Chan Mej Li Čchi-š'                                 | 2:58,34      | 0,00   |
| 6.               | Norsko        | Marit Fjellanger Bøhmová Sofie Karoline Haugenová Ragne Wiklundová | 3:02,15      | +3,81  |
| Finále D         |               |                                                                    |              |        |
| 7.               | Bělorusko     | Jekatěrina Slojevová Jevgenija Vorobjovová Marina Zujevová         | 3:01,19      | 0,00   |
| 8.               | Polsko        | Karolina Bosieková Natalia Czerwonková Magdalena Czyszczońová      | 3:03,19      | +2,00  |